# Sompo Museum of Art

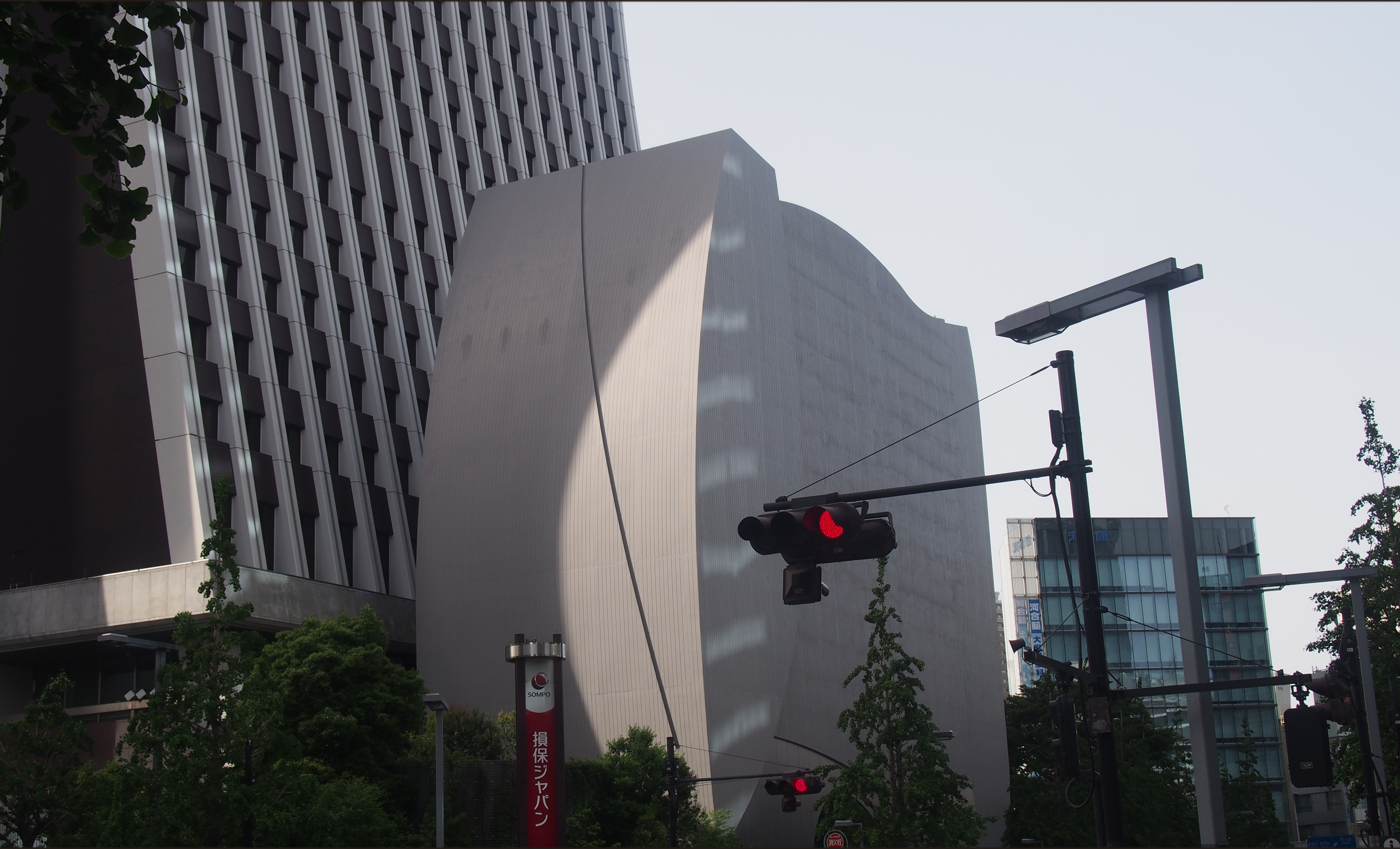
Gebäude des Sompo Museum of Art

Das Sompo Museum of Art (jap. 本興亜美術館, Sompo Bijutsukan) ist ein Kunstmuseum in Shinjuku, Präfektur Tokio. Das Museum wird von der Sompo Japan Fine Art Foundation betrieben, einer Public Interest Incorporated Foundation, die dem Versicherungskonzern Sompo Japan Nipponkoa angegliedert ist. Das Museum befindet sich neben dem Sompo Japan Head Office Building, der Konzernzentrale des Unternehmens im Stadtteil Nishi-Shinjuku. Die Museumssammlung umfasst Werke der modernen und zeitgenössischen Kunst, sowohl aus Japan, wie aus Europa und Nordamerika. Ein Schwerpunkt bilden hierbei die Werke des japanischen Malers Seiji Tōgō, von dem das Museum mehr als 200 Arbeiten besitzt. Zu den bekanntesten Exponaten gehört eine Version von Vincent van Goghs Sonnenblumen, das bei seinem Erwerb 1987 das teuerste je bei einer Auktion ersteigerte Kunstwerk war.

## Geschichte

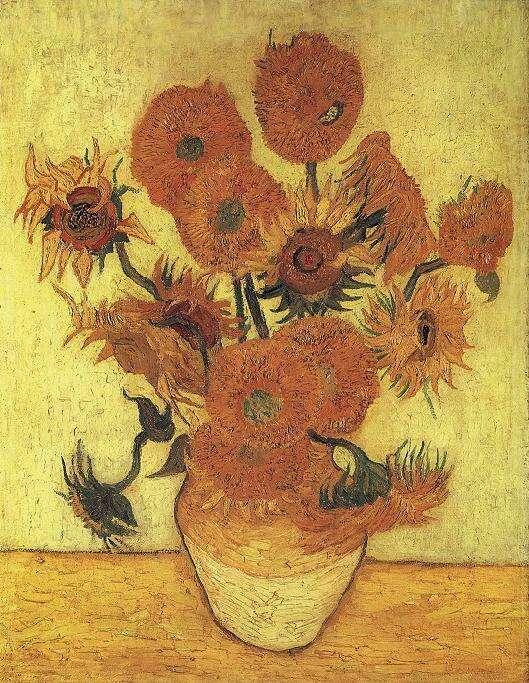
Vincent van Gogh: Fünfzehn Sonnenblumen in einer Vase

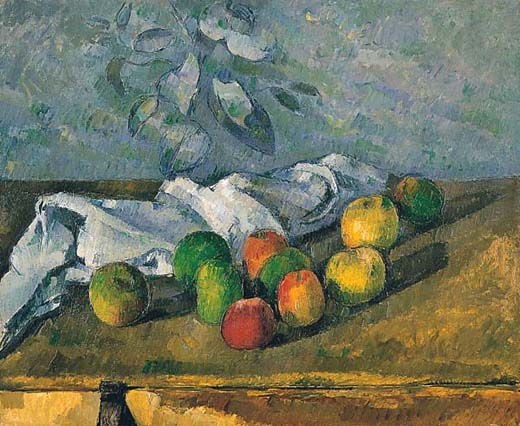
Paul Cézanne: Pommes et Serviette

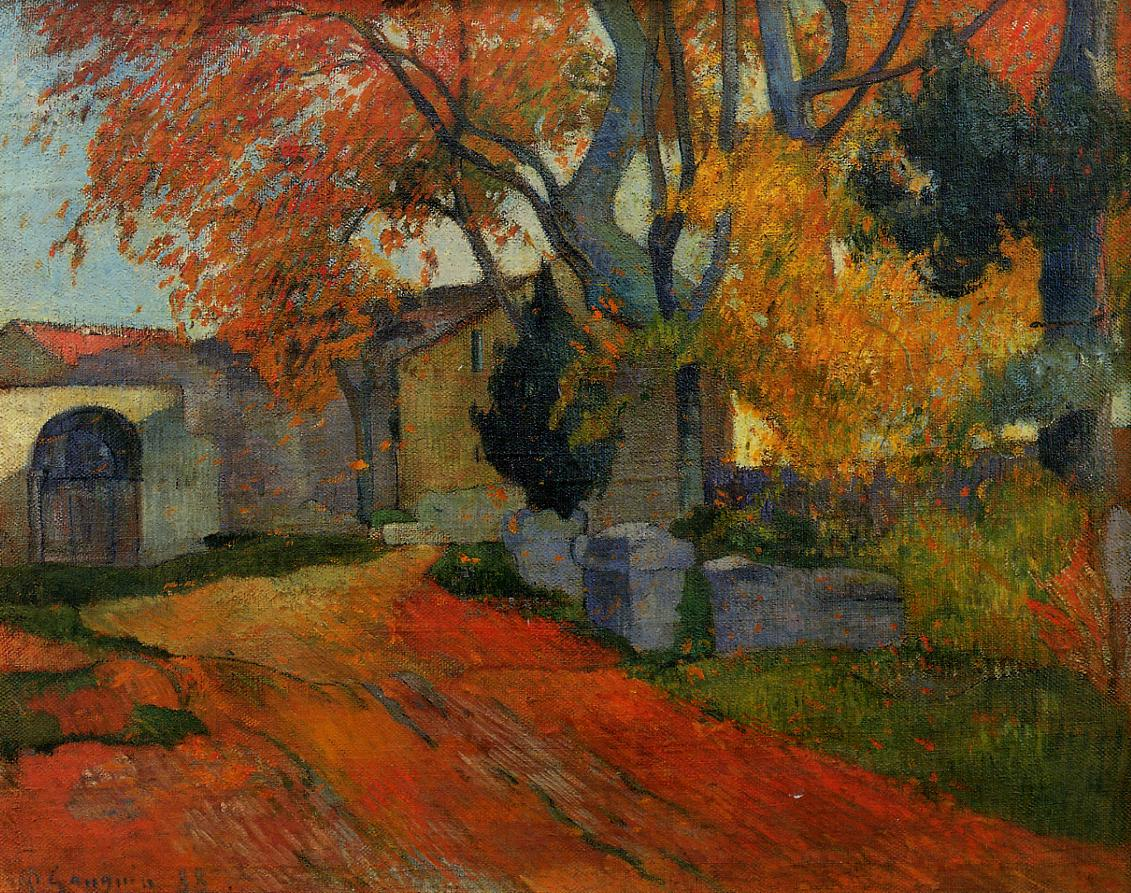
Paul Gauguin: L’Allée des Alyscamps, Arles

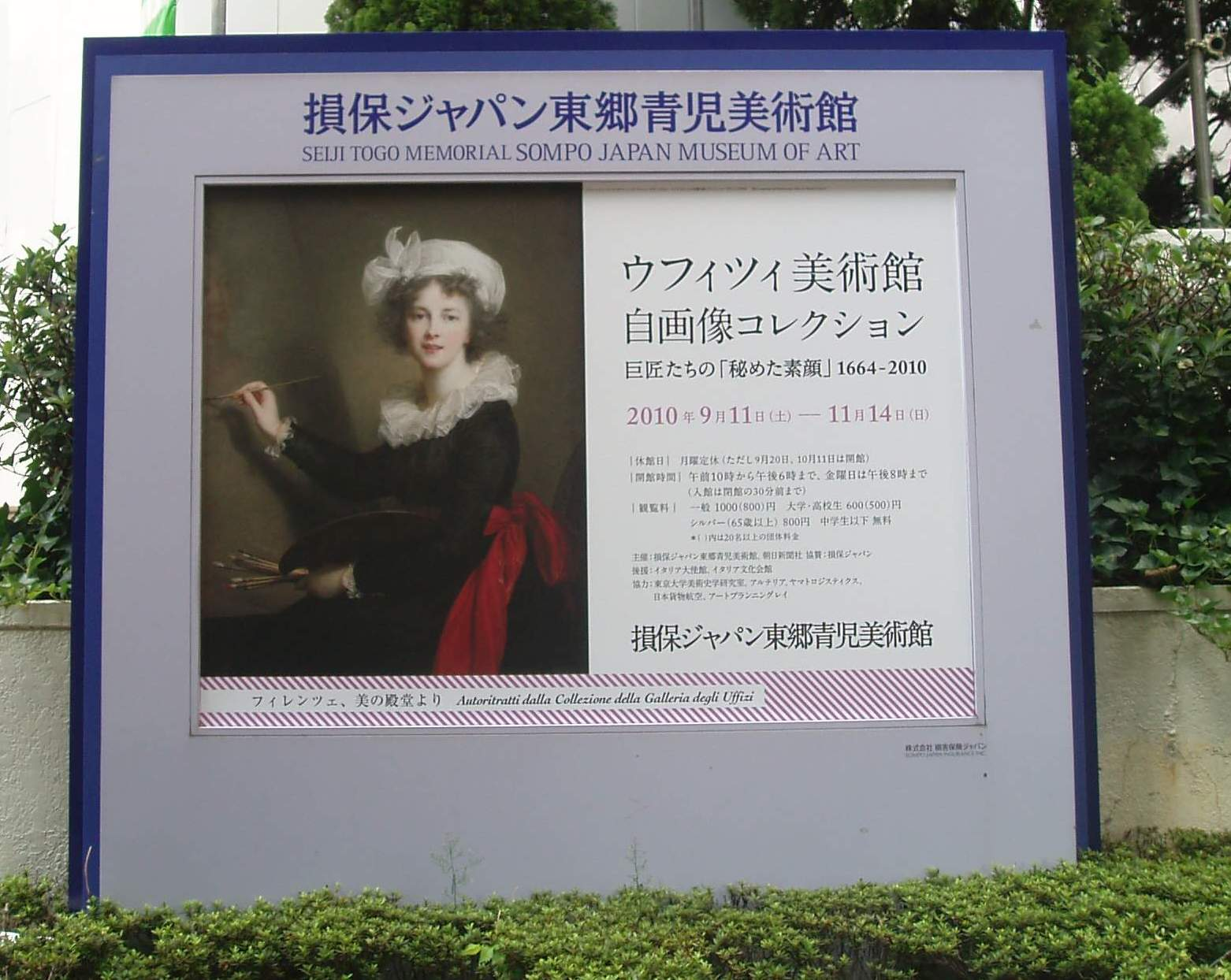
Plakat zur Ausstellung mit Kunstwerken aus den Uffizien, 2010

Das Museum wurde 1976 vom Versicherungsunternehmen Yasuda Fire & Marine Insurance gegründet, das damit seinem neuen Firmensitz, dem heutigen Sompo Japan Head Office Building, einen Anziehungspunkt geben wollte. Die Idee, das durch zahlreiche neuerbaute Verwaltungsgebäude geprägte Viertel Shinjuku kulturell aufzuwerten, begeisterte den japanischen Maler Seiji Tōgō. Er schenkte dem neuen Museum seine Kunstsammlung mit mehr als 200 seiner eigenen Werke und mehr als 250 Arbeiten weiterer japanischer und ausländischer Künstler. Diese Sammlung bildete den Grundstock des Museums, das im Juni 1976 unter dem Namen Seiji Togo Art Museum in der 42. Etage des Konzernhochhauses eröffnete. Das Museum bot den Besuchern neben der Kunstausstellung zudem einen guten Ausblick auf Tokio. In den Folgejahren erweiterte das Museum seine Sammlung kontinuierlich, wobei der Erwerb von einer Version von Van Goghs Sonnenblumen 1987 wegen des hohen Preises weltweit besondere Beachtung fand. Seit April 1987 trug das Museum die Bezeichnung Seji Togo Memorial Yasuda Kasai Museum of Art. Im Jahr 2002 fusionierten die Versicherungen Yasuda Fire & Marine und Nissan Fire & Marine zum neuen Unternehmen Sompo Japan. In diesem Zusammenhang änderte auch das Museum seinen Namen und firmierte fortan als Sompo Japan Seiji Togo Museum of Art. Ab September 2014 trug das Museum die Bezeichnung Seiji Togo Memorial Sompo Japan Nipponkoa Museum of Art. Seit April 2020 ist der Museumsname Sompo Museum of Art. Im Juli 2020 bezog das Museum einen sechsstöckigen Neubau direkt neben Verwaltungssitz der Sompo-Versicherung.

## Sammlung
Zur Sammlung gehören mehr als 650 Kunstwerke, wobei ein Schwerpunkt bei den Arbeiten von Seiji Tōgō liegt. Seine Werke im Museum stammen aus den Jahren 1914 bis 1977 und umfassen mehr als 70 Ölgemälde sowie zahlreiche Zeichnungen und Lithografien. Darüber hinaus besitzt das Museum einige seiner Skulpturen und Wandteppiche. Unter seinen Gemälden, die meist von der westlichen Malerei beeinflusst sind, befinden sich Arbeiten im Stil des Kubismus wie der Kontrabassspieler von 1915 oder das während eines Parisaufenthalten gemalte Dorffest von 1923. Ebenfalls von Seiji Tōgō zu sehen sind um 1930 entstandene surrealistische Werke, oder Bilder des Spätwerkes wie Nostalgia (1959) und Rio de Janeiro (1977). Aus der Sammlung Seiji Tōgō stammen zudem Arbeiten von Künstlern wie Kenzo Okada, Kigen Nakagawa und Saburo Miyamoto. Weitere in der Museumssammlung vertretene japanische Künstler sind Tsuguharu Foujita, Ryūsei Kishida, Togyu Okumura und Kayo Yamaguchi.
Unter den westlichen Künstlern in der Museumssammlung ragt die amerikanische Malerin Grandma Moses hervor, von der das Museum 33 Werke besitzt. Dazu kommen einzelne Arbeiten von Pablo Picasso, Georges Rouault und Marc Chagall. Von Pierre-Auguste Renoir besitzt das Museum die Gemälde Badende und Mädchen mit Hut. Zu den Spitzenwerken des Museums gehören drei Gemälde, die das Museum auf Auktionen in den Jahren 1987 bis 1990 erwarb. Nach dem Gemälde Vase mit fünfzehn Sonnenblumen von Vincent van Gogh gelangte L’Allée des Alyscamps, Arles von Paul Gauguin und Pommes et Serviette von Paul Cézanne in die Sammlung. Für diese drei Bilder ist im Museum ein eigener Raum reserviert, wo sie an einer Wand hängen, die vom Besucherbereich durch eine große Scheibe aus Sicherheitsglas abgetrennt ist. Nur diese drei Bilder werden ständig gezeigt, während andere Teile der Sammlung nur in Wechselausstellungen zu sehen sind.

## Ausstellungen (Auswahl)
Einmal im Jahr vergibt das Museum den Seiji Togo Memoriai Sompo Japan Museum of Art Grand Prix, einen Preis für zeitgenössische Künstler, denen das Museum aus diesem Anlass eine Einzelausstellung widmet. Neben weiteren Ausstellungen, die aus Museumsbeständen bestückt werden, hat das Museum in den vergangenen Jahren vor allem hochkarätige Ausstellungen mit westlichen Künstler organisiert. Beispiele hierfür waren:
- 2002 Georges Seurat und der Neoimpressionismus
- 2002 Die Sammlung Nakamura (mit Kunstwerken der Schule von Barbizon)
- 2002 Maurice de Vlaminck, Katsuzo Satomi, Yuzo Saeki
- 2002 Maurice Utrillo
- 2003 Van Gogh und die Blumen
- 2003 Moderne Kunst aus der Sammlung Renault (mit Kunstwerken von Arman, Dubuffet, Vasarely, Miró, Tàpies, Matta, Soto, de Saint-Phalle und Tinguely)
- 2004 Pablo Picasso
- 2004 Pierre Bonnard
- 2005 Italienische Malerei des 14. bis 18. Jahrhunderts aus dem Städtischen Museum Prato
- 2005 Bernard Buffet
- 2005 Französische Malerei aus dem Musée Fabre in Montpellier
- 2006 Meisterwerke der Akademie der bildenden Künste Wien
- 2006 Pop-Art 1960–2000 (mit Kunstwerken von Lichtenstein, Warhol, Ruscha bis Kelly, Stella und Judd)
- 2007 Berthe Morisot
- 2007 Zirkus (mit Kunstwerken von Picasso, Matisse, Rouault, Chagall, Leger, Klee, Buffet und Calder)
- 2007 Perugino
- 2008 Die Sammlung Marubeni (mit Kunstwerken von Botticelli bis Renoir)
- 2008 Giotto und die florentinische Renaissance
- 2008 Naive Malerei von André Bauchant bis Grandma Moses
- 2008 Maurice de Vlaminck
- 2009 Meisterwerke der Königlichen Museen der Schönen Künste in Brüssel
- 2010 Maurice Utrillo
- 2010 Selbstporträts europäischer Künstler aus den Uffizien in Florenz
- 2011 Maurice Denis
- 2011 Giovanni Segantini
- 2012 Henri Le Sidaner
- 2012 James Ensor
- 2012 Henri Le Sidaner
- 2013 Italienische Kunst des 19. und 20. Jahrhunderts aus dem Palazzo Pitti in Florenz
- 2013 Surrealismus
- 2013 Odilon Redon
- 2014 Französische Landschaftsmalerei des 19. Jahrhunderts in der Normandie
- 2014 Kinetische Kunst in Italien 1958–1968
- 2014 Die Haager Schule und Barbizon
- 2015 Pariser Künstler zu Beginn des 20. Jahrhunderts: Eugène Carrière, Edmond Aman-Jean, Henri Le Sidaner
- 2015 Suzanne Valadon und Maurice Utrillo
- 2016 Eugène Carrière
- 2016 Bäume in der französischen Landschaftsmalerei 1850 bis 1920 (Von Corot über Monet und Pissarro zu Matisse)
- 2017 Yoshida Hiroshi
- 2017 Meisterwerke aus dem Musée des Beaux-Arts de Reims
- 2018 Carl Larsson
- 2018 Joseph Mallord William Turner
- 2019 Charles-François Daubigny
- 2021 Landschaftsmalerei aus dem Musée des Beaux-Arts de Reims
- 2021 Piet Mondrian
- 2021 Kawase Hasui
- 2022 Meisterwerke aus dem Musée Petit Palais in Genf
- 2022 Henri Le Sidaner und Henri Martin
- 2023 Van Gogh und die Stilllebenmalerei: Von der Tradition zur Innovation, Werke von Vincent van Gogh und weiteren Künstlern
- 2023 Kiyoshi Yamashita
- 2023 Maler der Bretagne aus dem Musée des Beaux-Arts de Quimper
- 2024 Canaletto und die Pracht Venedigs, Werke von Giovanni Antonio Canal und weiteren Künstlern aus britischen Museen
- 2024 Henri de Toulouse-Lautrec, Arbeiten auf Papier
- 2024 Nordische Mysterien: Gemälde aus Norwegen, Schweden und Finnland